# Barry Smith (Ontologe)

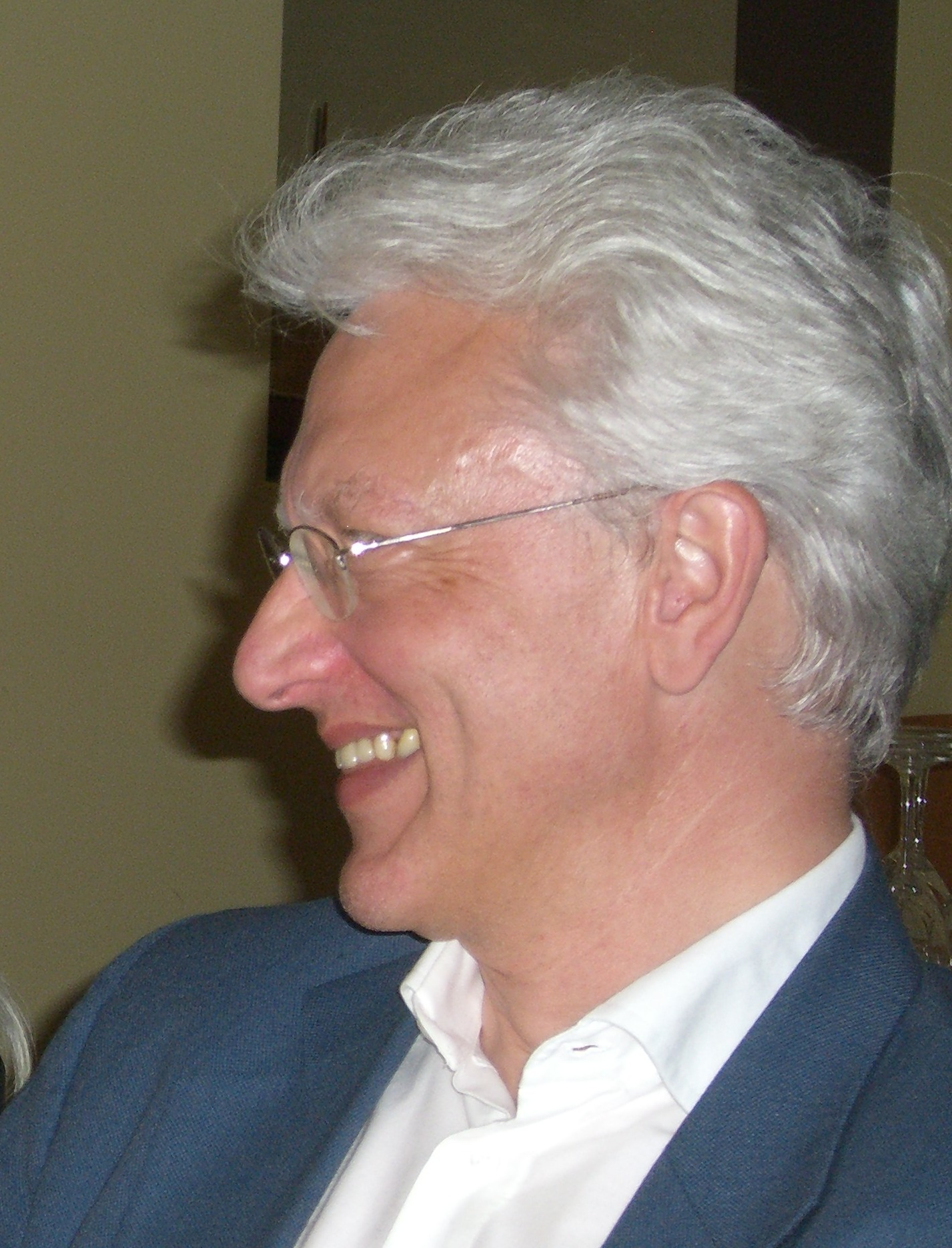
Barry Smith

Barry Smith (* 4. Juni 1952 in Bury, England) ist ein englischer Mathematiker und Philosoph, mit den Forschungsschwerpunkten formale Ontologie, medizinische Bioinformatik und Theorie der künstlichen Intelligenz. Er war der Herausgeber der Zeitschrift The Monist: An International Journal of General Philosophical Inquiry, zu dessen Beirat er noch heute gehört. Er ist einer der am häufigsten zitierten lebenden Philosophen.

## Akademische Karriere
Von 1970 bis 1973 studierte Smith Mathematik und Philosophie an der University of Oxford, er schloss mit einem Master of Sciences ab; 1976 erwarb er den Grad des Ph.D. an der University of Manchester mit einer Dissertation betitelt The Ontology of Reference: Studies in Logic and Phenomenology. In dieser Arbeit untersucht Smith die ontologischen Vorannahmen und Folgen der Bezugnahme auf Objekte in der Sprache. Zwischen 1976 und 1994 hatte er Positionen an der University of Sheffield, der University of Manchester und in Liechtenstein inne.
Gegen die Verleihung der Ehrendoktorwürde der University of Cambridge an Jacques Derrida protestierte Smith 1992 mit einem offenen Brief in der Times. Der Brief wurde von achtzehn Professoren unterschrieben, darunter W. V. Quine, David Armstrong, Ruth Barcan Marcus und René Thom. In ihrer Petition schreiben sie, Derridas Texte erreichten nicht ein gefordertes Maß an Klarheit und Strenge, sie seien aus Tricks und Taschenspielereien komponiert und stünden darin eher dadaistischen Experimenten nahe.
1994 erhielt Smith einen Lehrstuhl als Julian Park Distinguished Professor of Philosophy der University at Buffalo. Zudem ist er dort Adjunct Professor of Biomedical Informatics, Neurology, und Computer Science and Engineering und als Forscher am Institute for Data Science and Artificial Intelligence derselben Universität tätig. 2002 bis 2006 war er Direktor des Institute for Formal Ontology and Medical Information Science (IFOMIS) mit Standorten in Leipzig und Saarbrücken und wird seitdem dort als Forschungsdirektor geführt. Seit 2019 ist Barry Smith Gastprofessor an der Universität der italienischen Schweiz.

## Forschung
Barry Smiths Dissertation skizziert eine „Ontologie der Referenz“: Ausgehend von der etablierten Unterscheidung zwischen abstrakten und konkreten Typen von Objekten, schlägt Smith vor, abstrakte Objekte und ihren Gebrauch im Anschluss an Freges Ontologie, Husserls Theorie der noemata und Leopold Löwenheims Arbeiten zur Repräsentation von Klassen zu interpretieren. Ziel der Arbeit ist es u. a., notwendige und hinreichende Bedingungen aufzuzeigen für Objekthaftigkeit überhaupt (v. a. in Kap. 12). Dazu zählt Smith erstens die Möglichkeit einer gelingenden "erfüllten" Referenz auf die entsprechenden Entitäten (im Sinne ungefähr des „Wissens durch Bekanntschaft“ nach Russell), zweitens die Existenz einer Felds von Prädikaten im Umfeld von Eigennamen für das fragliche Objekt (was im Sinne Michael Dummetts unabhängige Gegenstände von linguistischen Entitäten unterscheidet), drittens Eingebettetsein in einem veridischen (statt illusionären) epistemischen Kontext. Neben der Ausarbeitung dieser Theorie von Objekthaftigkeit geht Smith u. a. auf Probleme der Philosophie der Mathematik bezüglich der Ontologie mathematischer Objekte ein, auf Interpretationsprobleme u. a. der genannten Klassiker der Logik und Phänomenologie, auf die Ansätze u. a. von Roman Ingarden und Paul Lorenzen, auf Schwächen der Ontologie Alexius Meinongs sowie auf eine Reihe metaphilosophischer Themen und insbesondere auf die Verhältnisbestimmung von Phänomenologie, Logik und Ontologie.
Ein wichtiger Schwerpunkt der Forschungsaktivitäten von Barry Smith liegt im Bereich der Ontologie in der Informatik und ihrer Anwendungen, vor allem in der medizinischen Bioinformatik. In diesem Bereich hat er an diversen Projekten zur biomedizinischen Terminologie und zu elektronischen Krankenakten gearbeitet. Er ist der Leiter des Projekts Basic Formal Ontology, koordinierender Herausgeber der Open Biomedical Ontologies Foundry und Mitglied des Wissenschaftlichen Beirats des Gene Ontology Consortium, und der Arbeitsgruppe Ontology for Biomedical Investigations (OBI). Das NCOR (National Center for Ontological Research) wurde 2005 von Smith mitgegründet. Seit 2006 werden dort die Tagungsreihen Ontology for the Intelligence Community und STIDS abgehalten. Vom Smith ging zudem die Initiative für die International Conference on Biomedical Ontology aus. Smith befasst sich auch mit der Theorie Künstlicher Intelligenz.
Ab 2016 war Smith Herausgeber des internationalen Standards ISO/IEC 21838: Top Level Ontologies, Teile 1 und 2, der 2021 von ISO veröffentlicht wurde. Teil 1 spezifiziert die Anforderungen, um ein Top-Level (d. h.: Domäne-neutrale Ontologie) zu sein. Teil 2 ist der Basic Formal Ontology (BFO) gewidmet. Die Frankfurter Allgemeine Zeitung wies im September 2022 darauf hin, dass BFO das erste Beispiel für eine zur industriellen Norm erhobene Philosophie sei, und bezeichnete dies als „kleine wissenschaftsgeschichtliche Sensation“.

## Preise, Förderungen
Smith ist Träger des Wolfgang-Paul-Preises der Humboldt-Stiftung und des Paolo Bozzi Preises für Ontologie der Universität Turin.
Smith's Forschung hat zahlreiche Fördermittel eingeworben, unter anderem des National Institutes of Health, der Nationalen Forschungsförderung der USA, der Schweiz und Österreichs, der Humboldt-Stiftung, der Volkswagen-Stiftung, der Europäischen Union, und des US-Department of Defense.
Mit dem Wirtschaftswissenschaftler Hernando de Soto, dem Gründer und Direktor des Instituto de Libertad y Democracia in Lima, hat er zur Ontologie von Eigentumsrecht und sozialer Entwicklung zusammengearbeitet, zudem ist er Berater des DIOWGs US Department of Defense and Intelligence Community Ontology Working Group.

## Veröffentlichungen (Auswahl)
Von Smith stammen über 700 Veröffentlichungen.
Monographien
- Robert Arp, Barry Smith and Andrew Spear, Building Ontologies with Basic Formal Ontology, Cambridge, MA: MIT Press, August 2015. ISBN 978-0-262-52781-1
- Austrian Philosophy: The Legacy of Franz Brentano, Chicago-LaSalle: Open Court, 1994.
- Jobst Landgrebe und Barry Smith, Why Machines Will Never Rule the World: Artificial Intelligence Without Fear, Abingdon, UK: Routledge, 2022.

Herausgeberschaften
- Structure and Gestalt: Philosophy and Literature in Austria-Hungary and Her Successor States, 1981.
- Parts and Moments. Studies in Logic and Formal Ontology, München: Philosophia, 1982.
- Foundations of Gestalt Theory, München: Philosophia, 1988.
- Adolf Reinach, Sämtliche Werke. Kritische Ausgabe mit Kommentar, Band I: Die Werke, Teil I: Kritische Neuausgabe (1905–1914), Teil II: Nachgelassene Texte (1906–1917); (mit Karl Schuhmann:) Band II: Kommentar und Textkritik, München: Philosophia 1989.
- (mit Hans Burkhardt) Handbook of Metaphysics and Ontology, München: Philosophia, 1991.
- (mit David W. Smith) The Cambridge Companion to Husserl, Cambridge/New York: Cambridge University Press, 1995.
- (mit Berit Brogaard) Rationality and Irrationality, Wien: öbv&hpt, 2001.
- (mit Christopher Welty) Formal Ontology in Information Systems, New York: ACM Press, 2001.
- John Searle, Cambridge/New York: Cambridge University Press, 2003.
- (mit David Mark und Isaac Ehrlich) The Mystery of Capital and the Construction of Social Reality, Chicago: Open Court, 2008.
- (mit Ludger Jansen) Biomedizinische Ontologie. Wissen strukturieren für den Informatik-Einsatz, Zürich: vdf, 2008.
- (mit Katherine Munn) Applied Ontology: An Introduction (Metaphysical Research, Band 9), De Gruyter, 2008. ISBN 978-3-11-032450-1

Aufsätze
- Pierre Grenon, Barry Smith: Foundations of an ontology of philosophy, Synthese 182/2, 2001, S. 185–204. doi:10.1007/s11229-009-9658-x
- Barry Smith, Austrian Economics and Austrian Philosophy (PDF-Datei; 6,08 MB), in W. Grassl and B. Smith (Hrsg.): Austrian Economics: Historical and Philosophical Background, Routledge, London 2010, 1–36.
- Pierre Grenon and Barry Smith, SNAP and SPAN: Towards Dynamic Spatial Ontology, in: Spatial Cognition and Computation, 4 (1), 2004, 69–103.
- Kevin Mulligan, Peter Simons and Barry Smith, What’s Wrong with Contemporary Philosophy?, Topoi, 25 (1–2), 2006, 63–67.
- Barry Smith, Beyond Concepts, or: Ontology as Reality Representation (PDF-Datei; 74 kB)”, in: Achille Varzi and Laure Vieu (Hrsg.): Formal Ontology and Information Systems. Proceedings of the Third International Conference, (FOIS 2004), IOS Press, Amsterdam 2004, 73–84.
- Barry Smith, Dirk Siebert, Werner Ceusters: Was die philosophische Ontologie zur biomedizinischen Informatik beitragen kann (PDF; 66 kB), in: Information Wissenschaft & Praxis, 55 (2004) 3, S. 143–146
- Barry Smith, Ontology (PDF-Datei; 61 kB)”, in Luciano Floridi (Hrsg.): Blackwell Guide to the Philosophy of Computing and Information, Oxford: Blackwell, 2003, 155–166.
- Barry Smith and David M. Mark, “Do Mountains Exist? Towards an Ontology of Landforms”, Environment and Planning B (Planning and Design), 30 (3), 2003, 411–427.
- Barry Smith, “Fiat Objects”, Topoi, 20: 2 (September 2001), 131–148.
- Barry Smity, David M. Mark: “Geographical categories: an ontological investigation”, in: International Journal of Geographical Information Science, 15/7, 2001. doi:10.1080/13658810110061199
- Barry Smith and Achille Varzi, “Fiat and Bona Fide Boundaries”, Philosophy and Phenomenological Research, 60 (2), 2000, 401–420.
- Barry Smith and Achille Varzi, “The Niche (PDF-Datei; 89 kB)”, Nous, 33 (2), 1999, 198–222.
- Barry Smith “Mereotopology: A theory of parts and boundaries”, Data & Knowledge Engineering, 20/3,1996, S. 287–303. doi:10.1016/S0169-023X(96)00015-8
- Barry Smith, “On Drawing Lines on a Map”, in Andrew U. Frank and Werner Kuhn (Hrsg.): Spatial Information Theory. A Theoretical Basis for GIS (LNCS 988), Berlin/Heidelberg/New York etc.: Springer, 1995, 475–484.
- Barry Smith, "Gestalt theory: An essay in philosophy", in B. Smith (Hrsg.): Foundations of Gestalt Theory, 11–81.
- Kevin Mulligan, Peter M. Simons and Barry Smith, “Truth-Makers”, Philosophy and Phenomenological Research, 44 (1984), 287–321.